# Robert Brooke-Popham
Sir Henry Robert Moore Brooke-Popham (18 de setembro de 1878 – 20 de outubro de 1953) foi um oficial da Real Força Aérea (RAF). Durante a Primeira Guerra Mundial serviu no Royal Flying Corps como wing commander. Depois da guerra, permaneceu na Real Força Aérea, e tornou-se no primeiro comandante do Staff College em Andover e, mais tarde, desempenhou funções de comando no Médio Oriente. Foi governador do Quénia no final dos anos 30, e Chefe do Estado-maior do Comando Britânico do Extremo Oriente meses antes de Singapura ser conquistada pelos japoneses.